# Jungang-dong, Osan
Jungang-dong (koreanska: 중앙동) är en stadsdel i staden Osan i provinsen Gyeonggi i den centrala delen av Sydkorea, 50 km söder om huvudstaden Seoul.